# Ремісничий провулок (Київ)
Ремісни́чий прову́лок — провулок у Голосіївському районі міста Києва, місцевість Деміївка. Пролягає від початку забудови поблизу Ковельської вулиці до Малокитаївської вулиці.
Прилучається Керамічний провулок (з'єднаний сходами).

## Історія
Провулок виник у 1-й чверті XX століття (згадується починаючи з 1924 року) під назвою Мишоловський. На картах 1930—40-х років також підписаний як Вітянський, на картах 1943 та 1947 років — показаний як частина прилеглого Керамічного провулка. Сучасна назва — з 1952 року.